# Plagiothecium svihlae
Plagiothecium svihlae är en bladmossart som beskrevs av Edwin Bunting Bartram 1954. Plagiothecium svihlae ingår i släktet sidenmossor, och familjen Plagiotheciaceae. Inga underarter finns listade i Catalogue of Life.